# Grand Prix Belgii 2014

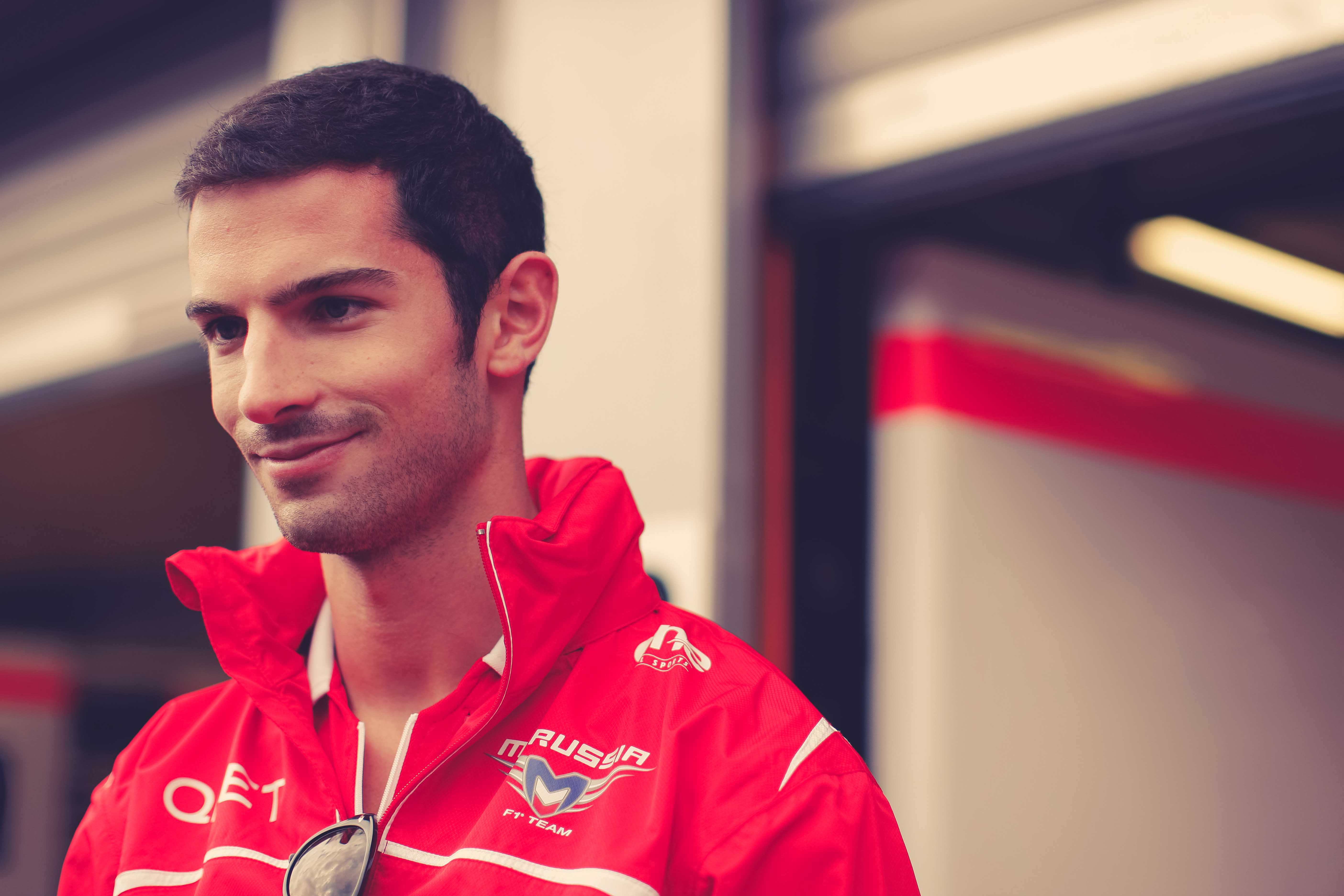
Alexander Rossi podczas Grand Prix Belgii 2014

Grand Prix Belgii 2014 (oficjalnie Formula 1 Shell Belgian Grand Prix 2014) – dwunasta eliminacja Mistrzostw Świata Formuły 1 w sezonie 2014.

## Lista startowa
Źródło: Wyprzedź Mnie!
Na niebieskim tle kierowcy biorący udział jedynie w piątkowych treningach
| Nr | Kierowca            | Zespół                        | Samochód               | Silnik                         | Opony |
| -- | ------------------- | ----------------------------- | ---------------------- | ------------------------------ | ----- |
| 1  | Sebastian Vettel    | Infiniti Red Bull Racing      | Red Bull RB10          | Renault Energy F1-2014 1.6T V6 | P     |
| 3  | Daniel Ricciardo    | Infiniti Red Bull Racing      | Red Bull RB10          | Renault Energy F1-2014 1.6T V6 | P     |
| 4  | Max Chilton         | Marussia F1 Team              | Marussia MR03          | Ferrari 059/3 1.6T V6          | P     |
| 6  | Nico Rosberg        | Mercedes AMG Petronas F1 Team | Mercedes F1 W05 Hybrid | Mercedes-Benz PU106A 1.6T V6   | P     |
| 7  | Kimi Räikkönen      | Scuderia Ferrari              | Ferrari F14 T          | Ferrari 059/3 1.6T V6          | P     |
| 8  | Romain Grosjean     | Lotus F1 Team                 | Lotus E22              | Renault Energy F1-2014 1.6T V6 | P     |
| 9  | Marcus Ericsson     | Caterham F1 Team              | Caterham CT05          | Renault Energy F1-2014 1.6T V6 | P     |
| 11 | Sergio Pérez        | Sahara Force India F1 Team    | Force India VJM07      | Mercedes-Benz PU106A 1.6T V6   | P     |
| 13 | Pastor Maldonado    | Lotus F1 Team                 | Lotus E22              | Renault Energy F1-2014 1.6T V6 | P     |
| 14 | Fernando Alonso     | Scuderia Ferrari              | Ferrari F14 T          | Ferrari 059/3 1.6T V6          | P     |
| 17 | Jules Bianchi       | Marussia F1 Team              | Marussia MR03          | Ferrari 059/3 1.6T V6          | P     |
| 19 | Felipe Massa        | Williams Martini Racing       | Williams FW36          | Mercedes-Benz PU106A 1.6T V6   | P     |
| 20 | Kevin Magnussen     | McLaren Mercedes              | McLaren MP4-29         | Mercedes-Benz PU106A 1.6T V6   | P     |
| 21 | Esteban Gutiérrez   | Sauber F1 Team                | Sauber C33             | Ferrari 059/3 1.6T V6          | P     |
| 22 | Jenson Button       | McLaren Mercedes              | McLaren MP4-29         | Mercedes-Benz PU106A 1.6T V6   | P     |
| 25 | Jean-Éric Vergne    | Scuderia Toro Rosso           | Toro Rosso STR9        | Renault Energy F1-2014 1.6T V6 | P     |
| 26 | Daniił Kwiat        | Scuderia Toro Rosso           | Toro Rosso STR9        | Renault Energy F1-2014 1.6T V6 | P     |
| 27 | Nico Hülkenberg     | Sahara Force India F1 Team    | Force India VJM07      | Mercedes-Benz PU106A 1.6T V6   | P     |
| 36 | Giedo van der Garde | Sauber F1 Team                | Sauber C33             | Ferrari 059/3 1.6T V6          | P     |
| 42 | Alexander Rossi     | Marussia F1 Team              | Marussia MR03          | Ferrari 059/3 1.6T V6          | P     |
| 44 | Lewis Hamilton      | Mercedes AMG Petronas F1 Team | Mercedes F1 W05 Hybrid | Mercedes-Benz PU106A 1.6T V6   | P     |
| 45 | André Lotterer      | Caterham F1 Team              | Caterham CT05          | Renault Energy F1-2014 1.6T V6 | P     |
| 77 | Valtteri Bottas     | Williams Martini Racing       | Williams FW36          | Mercedes-Benz PU106A 1.6T V6   | P     |
| 99 | Adrian Sutil        | Sauber F1 Team                | Sauber C33             | Ferrari 059/3 1.6T V6          | P     |
| Nr | Kierowca            | Zespół                        | Samochód               | Silnik                         | Opony |

## Wyniki

### Sesje treningowe
Źródło: Wyprzedź Mnie!
| Sesja | Nr | Kierowca        | Konstruktor | Czas     | Okr. |
| ----- | -- | --------------- | ----------- | -------- | ---- |
| 1     | 6  | Nico Rosberg    | Mercedes    | 1:51,577 | 25   |
| 2     | 44 | Lewis Hamilton  | Mercedes    | 1:49,189 | 26   |
| 3     | 77 | Valtteri Bottas | Williams    | 1:49,465 | 12   |

### Kwalifikacje
Źródło: Wyprzedź Mnie!
| Poz. | Nr | Kierowca          | Konstruktor          | Q1       | Q2       | Q3       | Poz. s. |
| ---- | -- | ----------------- | -------------------- | -------- | -------- | -------- | ------- |
| 1    | 6  | Nico Rosberg      | Mercedes             | 2:07,130 | 2:06,723 | 2:05,591 | 1       |
| 2    | 44 | Lewis Hamilton    | Mercedes             | 2:07,280 | 2:06,609 | 2:05,819 | 2       |
| 3    | 1  | Sebastian Vettel  | Red Bull–Renault     | 2:10,105 | 2:08,868 | 2:07,717 | 3       |
| 4    | 14 | Fernando Alonso   | Ferrari              | 2:10,197 | 2:08,450 | 2:07,786 | 4       |
| 5    | 3  | Daniel Ricciardo  | Red Bull–Renault     | 2:10,089 | 2:08,989 | 2:07,911 | 5       |
| 6    | 77 | Valtteri Bottas   | Williams             | 2:09,250 | 2:08,451 | 2:08,049 | 6       |
| 7    | 20 | Kevin Magnussen   | McLaren-Mercedes     | 2:11,081 | 2:08,901 | 2:08,679 | 7       |
| 8    | 7  | Kimi Räikkönen    | Ferrari              | 2:09,885 | 2:08,646 | 2:28,780 | 8       |
| 9    | 19 | Felipe Massa      | Williams             | 2:08,403 | 2:08,833 | 2:09,178 | 9       |
| 10   | 22 | Jenson Button     | McLaren–Mercedes     | 2:10,529 | 2:09,272 | 2:09,776 | 10      |
| 11   | 26 | Daniił Kwiat      | Toro Rosso–Renault   | 2:10,445 | 2:09,377 | –        | 11      |
| 12   | 25 | Jean-Éric Vergne  | Toro Rosso–Renault   | 2:09,811 | 2:09,805 | –        | 12      |
| 13   | 11 | Sergio Pérez      | Force India–Mercedes | 2:10,666 | 2:10,084 | –        | 13      |
| 14   | 99 | Adrian Sutil      | Sauber–Ferrari       | 2:11,051 | 2:10,238 | –        | 14      |
| 15   | 8  | Romain Grosjean   | Lotus–Renault        | 2:10,898 | 2:11,087 | –        | 15      |
| 16   | 17 | Jules Bianchi     | Marussia–Ferrari     | 2:11,051 | 2:12,470 | –        | 16      |
| 17   | 13 | Pastor Maldonado  | Lotus–Renault        | 2:11,261 | –        | –        | 17      |
| 18   | 27 | Nico Hülkenberg   | Force India–Mercedes | 2:11,267 | –        | –        | 18      |
| 19   | 4  | Max Chilton       | Marussia–Ferrari     | 2:12,566 | –        | –        | 19      |
| 20   | 21 | Esteban Gutiérrez | Sauber–Ferrari       | 2:13,414 | –        | –        | 20      |
| 21   | 45 | André Lotterer    | Caterham–Renault     | 2:13,469 | –        | –        | 21      |
| 22   | 9  | Marcus Ericsson   | Caterham–Renault     | 2:14,438 | –        | –        | 22      |

### Wyścig
Źródło: Wyprzedź Mnie!
| P                 | + / –     | Nr | Kierowca          | Konstruktor          | Okr. | Czas / Strata      | Komentarz |
| ----------------- | --------- | -- | ----------------- | -------------------- | ---- | ------------------ | --------- |
| 1                 | 4         | 3  | Daniel Ricciardo  | Red Bull–Renault     | 44   | 1h24m36,556        |           |
| 2                 | 1         | 6  | Nico Rosberg      | Mercedes             | 44   | +0:03,383          |           |
| 3                 | 3         | 77 | Valtteri Bottas   | Williams–Mercedes    | 44   | +0:28,032          |           |
| 4                 | 4         | 7  | Kimi Räikkönen    | Ferrari              | 44   | +0:36,815          |           |
| 5                 | 2         | 1  | Sebastian Vettel  | Red Bull–Renault     | 44   | +0:52,196          |           |
| 6                 | 4         | 22 | Jenson Button     | McLaren–Mercedes     | 44   | +0:54,580          |           |
| 7                 | 3         | 14 | Fernando Alonso   | Ferrari              | 44   | +1:01,162          | [ a ]     |
| 8                 | 5         | 11 | Sergio Pérez      | Force India–Mercedes | 44   | +1:04,293          |           |
| 9                 | 2         | 26 | Daniił Kwiat      | Toro Rosso–Renault   | 44   | +1:05,347          |           |
| 10                | 8         | 27 | Nico Hülkenberg   | Force India–Mercedes | 44   | +1:05,697          |           |
| 11                | 1         | 25 | Jean-Éric Vergne  | Toro Rosso–Renault   | 44   | +1:11,920          |           |
| 12                | 5         | 20 | Kevin Magnussen   | McLaren–Mercedes     | 44   | +1:14,262          | [ 5 ]     |
| 13                | 4         | 19 | Felipe Massa      | Williams–Mercedes    | 44   | +1:15,975          |           |
| 14                | Bez zmian | 99 | Adrian Sutil      | Sauber–Ferrari       | 44   | +1:22,447          |           |
| 15                | 5         | 21 | Esteban Gutiérrez | Sauber–Ferrari       | 44   | +1:30,825          |           |
| 16                | 3         | 4  | Max Chilton       | Marussia–Ferrari     | 43   | +1 okr             |           |
| 17                | 5         | 9  | Marcus Ericsson   | Caterham–Renault     | 43   | +1 okr             |           |
| 18                | 2         | 17 | Jules Bianchi     | Marussia–Ferrari     | 39   | skrzynia biegów    |           |
| Niesklasyfikowani |           |    |                   |                      |      |                    |           |
|                   |           | 44 | Lewis Hamilton    | Mercedes             | 38   | prowadzenie bolidu |           |
|                   |           | 8  | Romain Grosjean   | Lotus–Renault        | 33   | prowadzenie bolidu |           |
|                   |           | 13 | Pastor Maldonado  | Lotus–Renault        | 1    | wydech             |           |
|                   |           | 45 | André Lotterer    | Caterham–Renault     | 1    | jednostka napędowa |           |
| P                 | + / –     | Nr | Kierowca          | Konstruktor          | Okr. | Czas / Strata      | Komentarz |

### Najszybsze okrążenie
Źródło: Wyprzedź Mnie!
| Nr | Kierowca     | Konstruktor | Czas     | Okr. |
| -- | ------------ | ----------- | -------- | ---- |
| 6  | Nico Rosberg | Mercedes    | 1:50,511 | 36   |

## Prowadzenie w wyścigu
Źródło: Racing–Reference.info
| Nr                              | Kierowca         | Okrążenia          | Suma |
| ------------------------------- | ---------------- | ------------------ | ---- |
| 3                               | Daniel Ricciardo | 8-11, 12-27, 28-44 | 35   |
| 6                               | Nico Rosberg     | 1, 2-8             | 6    |
| 77                              | Valtteri Bottas  | 11-12, 27-28       | 2    |
| 44                              | Lewis Hamilton   | 1-2                | 1    |
| \| Wykres \| \| ------ \| \| \| |                  |                    |      |
| Wykres                          |                  |                    |      |
|                                 |                  |                    |      |

## Klasyfikacja po wyścigu

### Kierowcy
| P                 | +/− | Kierowca          | Starty | Punkty | P1 | P2 | P3 | PP | NO | NS |
| ----------------- | --- | ----------------- | ------ | ------ | -- | -- | -- | -- | -- | -- |
| 1                 | 0   | Nico Rosberg      | 12     | 220    | 4  | 6  | –  | 7  | 5  | 1  |
| 2                 | 0   | Lewis Hamilton    | 12     | 191    | 5  | 2  | 2  | 4  | 3  | 3  |
| 3                 | 0   | Daniel Ricciardo  | 12     | 156    | 3  | –  | 3  | –  | –  | 2  |
| 4                 | 0   | Fernando Alonso   | 12     | 121    | –  | 1  | 1  | –  | –  | –  |
| 5                 | 0   | Valtteri Bottas   | 12     | 110    | –  | 2  | 2  | –  | –  | 1  |
| 6                 | 0   | Sebastian Vettel  | 12     | 98     | –  | –  | 2  | –  | 1  | 3  |
| 7                 | 0   | Nico Hülkenberg   | 12     | 70     | –  | –  | –  | –  | –  | 1  |
| 8                 | 0   | Jenson Button     | 12     | 68     | –  | –  | 1  | –  | –  | –  |
| 9                 | 0   | Felipe Massa      | 12     | 40     | –  | –  | –  | 1  | 1  | 3  |
| 10                | +2  | Kimi Räikkönen    | 12     | 39     | –  | –  | –  | –  | 1  | 1  |
| 11                | −1  | Kevin Magnussen   | 12     | 37     | –  | 1  | –  | –  | –  | 1  |
| 12                | −1  | Sergio Pérez      | 11     | 33     | –  | –  | 1  | –  | 1  | 2  |
| 13                | 0   | Jean-Éric Vergne  | 12     | 11     | –  | –  | –  | –  | –  | 4  |
| 14                | 0   | Romain Grosjean   | 12     | 8      | –  | –  | –  | –  | –  | 6  |
| 15                | 0   | Daniił Kwiat      | 12     | 8      | –  | –  | –  | –  | –  | 3  |
| 16                | 0   | Jules Bianchi     | 12     | 2      | –  | –  | –  | –  | –  | 3  |
| 17                | 0   | Adrian Sutil      | 12     | 0      | –  | –  | –  | –  | –  | 5  |
| 18                | 0   | Marcus Ericsson   | 12     | 0      | –  | –  | –  | –  | –  | 5  |
| 19                | 0   | Pastor Maldonado  | 11     | 0      | –  | –  | –  | –  | –  | 4  |
| 20                | 0   | Esteban Gutiérrez | 12     | 0      | –  | –  | –  | –  | –  | 5  |
| 21                | 0   | Max Chilton       | 12     | 0      | –  | –  | –  | –  | –  | 1  |
| 22                | 0   | Kamui Kobayashi   | 11     | 0      | –  | –  | –  | –  | –  | 4  |
| Niesklasyfikowani |     |                   |        |        |    |    |    |    |    |    |
|                   |     | André Lotterer    | 1      | –      | –  | –  | –  | –  | –  | –  |
| P                 | +/− | Kierowca          | Starty | Punkty | P1 | P2 | P3 | PP | NO | NS |

### Konstruktorzy
| P  | +/− | Konstruktor          | Starty | Punkty | P1 | P2 | P3 | PP | NO | NS |
| -- | --- | -------------------- | ------ | ------ | -- | -- | -- | -- | -- | -- |
| 1  | 0   | Mercedes             | 24     | 411    | 9  | 8  | 2  | 11 | 8  | 3  |
| 2  | 0   | Red Bull–Renault     | 24     | 254    | 3  | –  | 5  | –  | 1  | 5  |
| 3  | 0   | Ferrari              | 24     | 160    | –  | 1  | 1  | –  | 1  | 1  |
| 4  | 0   | Williams–Mercedes    | 24     | 150    | –  | 2  | 2  | 1  | 1  | 4  |
| 5  | +1  | McLaren–Mercedes     | 24     | 105    | –  | 1  | 1  | –  | –  | 1  |
| 6  | −1  | Force India–Mercedes | 23     | 103    | –  | –  | 1  | –  | 1  | 3  |
| 7  | 0   | Toro Rosso–Renault   | 24     | 19     | –  | –  | –  | –  | –  | 9  |
| 8  | 0   | Lotus–Renault        | 23     | 8      | –  | –  | –  | –  | –  | 10 |
| 9  | 0   | Marussia–Ferrari     | 24     | 2      | –  | –  | –  | –  | –  | 4  |
| 10 | 0   | Sauber–Ferrari       | 24     | 0      | –  | –  | –  | –  | –  | 10 |
| 11 | 0   | Caterham–Renault     | 24     | 0      | –  | –  | –  | –  | –  | 10 |
| P  | +/− | Konstruktor          | Starty | Punkty | P1 | P2 | P3 | PP | NO | NS |